# Niptus giulianii
Niptus giulianii är en skalbaggsart som beskrevs av Aalbu och Andrews 1992. Niptus giulianii ingår i släktet Niptus och familjen Ptinidae. Inga underarter finns listade i Catalogue of Life.